# 122ª Brigata Garibaldi
La 122ª Brigata Garibaldi fu una brigata partigiana italiana, riconosciuta ufficialmente il giorno 4 ottobre 1944; operò nella zona della Val Trompia e negli immediati dintorni di Brescia, ed era formata da circa 100 uomini.

## Costituzione
Poco dopo la sua costituzione per iniziativa di Giuseppe Gheda e di altri, il comando fu assunto dal triestino Giuseppe Verginella, nome di battaglia "Alberto", combattente delle Brigate Internazionali in Spagna.

### Composizione iniziale
Il comando della brigata era così composto:
- comandante Giuseppe Verginella;
- vicecomandante Luigi Guitti, nome di battaglia "Tito Tobegia";
- commissario politico il siciliano Leonardo Speziale, nome di battaglia "Carlo";
- vicecommissario politico Giovanni Casari, nome di battaglia "Piero".

## Avvenimenti importanti
Verginella predispose immediatamente un piano d'azione per il reperimento di armi, calzature e soldi utili al funzionamento della brigata.
Il 6 ottobre 1944 scelse 30 uomini e scese a Gardone Val Trompia dove prelevò dalla fabbrica Giandoso una sessantina di pistole con relative munizioni; il giorno seguente a Brescia prelevarono dal calzificio Alberti 250 paia di scarpe e dalla società Elettrica Bresciana 250.000 lire in contanti.
Verginella intendeva la guerra partigiana non sui monti, ma vicino alla città. Per questa ragione strategica, alla fine d'ottobre divise la Brigata in tre distaccamenti di 30 uomini ciascuno: il primo sotto il comando di Gheda fu dislocato nella zona di Botticino, il secondo sotto il comando di Mazza nella zona di Brescia e il terzo sotto il comando di Ruggeri nella zona di Gussago.
In breve tempo la 122ª Brigata venne fatta oggetto di micidiali rastrellamenti da parte di reparti tedeschi e fascisti, e i superstiti, a seguito anche del Proclama Alexander, furono costretti a sbandarsi in pianura o in fortunosi ripari in montagna. Il cremonese Giancarlo Brugnolotti, ad esempio, raggiunse Milano, dove fu arruolato da Giovanni Pesce "Visone" nella 3ª Brigata GAP "Lombardia", in una cui azione sarebbe caduto alla vigilia della Liberazione. Il comandante Giuseppe Verginella non si allontanò mai dal territorio, sempre pronto a riorganizzare le file della formazione, ma il 24 dicembre a Provaglio d'Iseo fu consegnato in mani nemiche da un traditore e dopo ripetute torture, tipiche degli interrogatori nazifascisti, nel carcere di Brescia fu condotto a Lumezzane e fucilato per strada il 10 gennaio 1945.
A brigata ricostituita, Giuseppe Gheda, reduce dal nascondiglio in pianura dove aveva potuto curarsi della ferita riportata a ottobre in combattimento, tornò nei ranghi a fine febbraio 1945 trovando come nuovo comandante "Tito Tobegia". Cadde il 19 aprile durante un rastrellamento sul Sonclino mentre da solo muoveva al contrattacco di una postazione tedesca, ubbidendo a un ordine di "Tobegia".